# Лагард-сюр-ле-Не
Лага́рд-сюр-ле-Не (фр. Lagarde-sur-le-Né) — коммуна во Франции, находится в регионе Пуату — Шаранта. Департамент — Шаранта. Входит в состав кантона Барбезьё-Сент-Илер. Округ коммуны — Коньяк.
Код INSEE коммуны — 16178.
Коммуна расположена приблизительно в 420 км к юго-западу от Парижа, в 130 км южнее Пуатье, в 33 км к юго-западу от Ангулема.

## Население
Население коммуны на 2008 год составляло 180 человек.
| 1962 | 1968 | 1975 | 1982 | 1990 | 1999 | 2008 |
| ---- | ---- | ---- | ---- | ---- | ---- | ---- |
| 168  | 164  | 146  | 169  | 169  | 174  | 180  |

## Экономика
В 2007 году среди 113 человек в трудоспособном возрасте (15—64 лет) 89 были экономически активными, 24 — неактивными (показатель активности — 78,8 %, в 1999 году было 68,1 %). Из 89 активных работали 84 человека (50 мужчин и 34 женщины), безработных было 5 (4 мужчины и 1 женщина). Среди 24 неактивных 3 человека были учениками или студентами, 11 — пенсионерами, 10 были неактивными по другим причинам.

## Достопримечательности
- Приходская церковь Сен-Пьер бывшего монастыря бенедиктинцев. Была построена в конце XII века. В 1562 году церковь была сожжена, восстановлена в XVI и XVII веках. Памятник истории с 1992 года[8]

## Фотогалерея

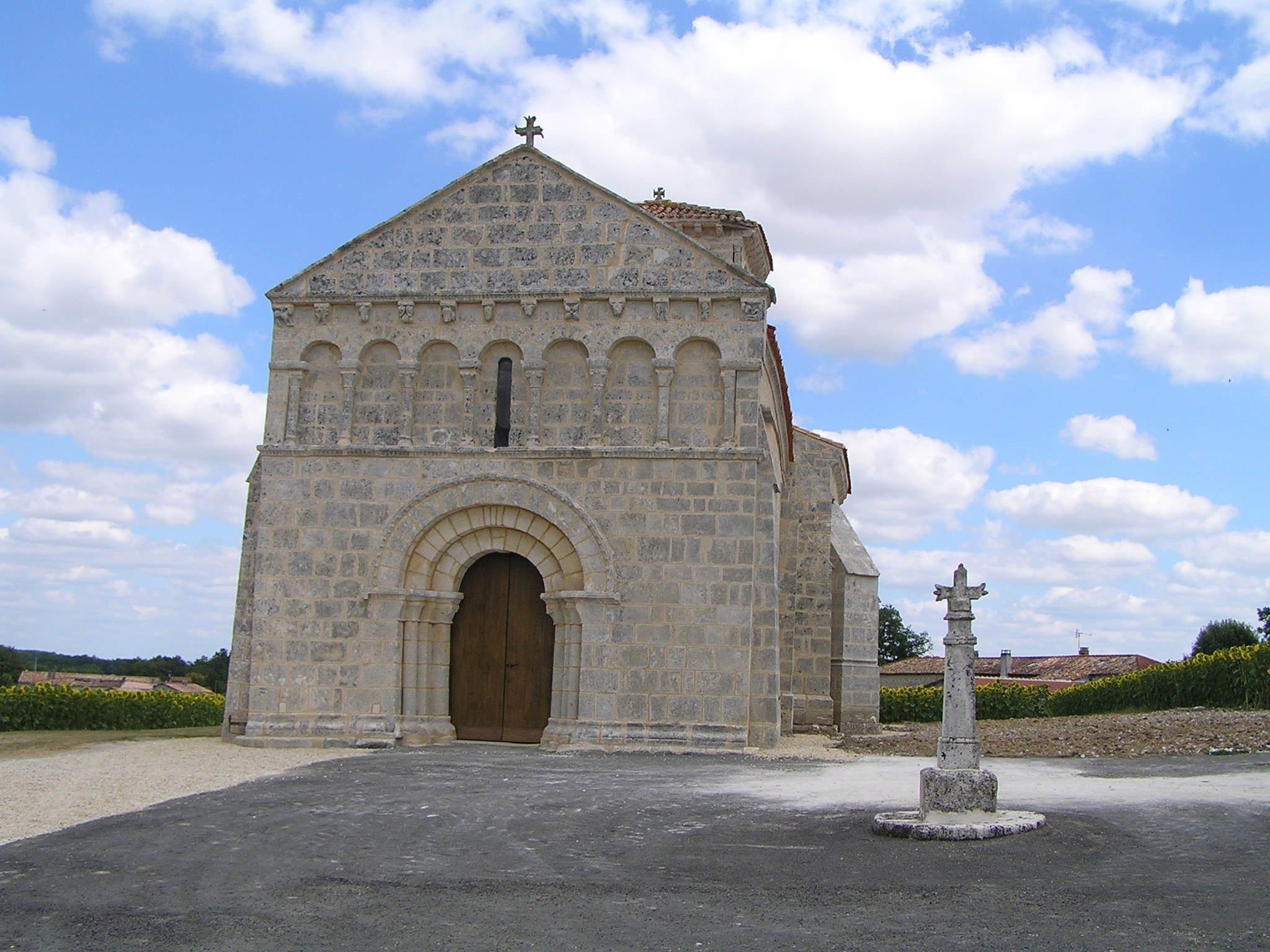
Церковь Сен-Пьер
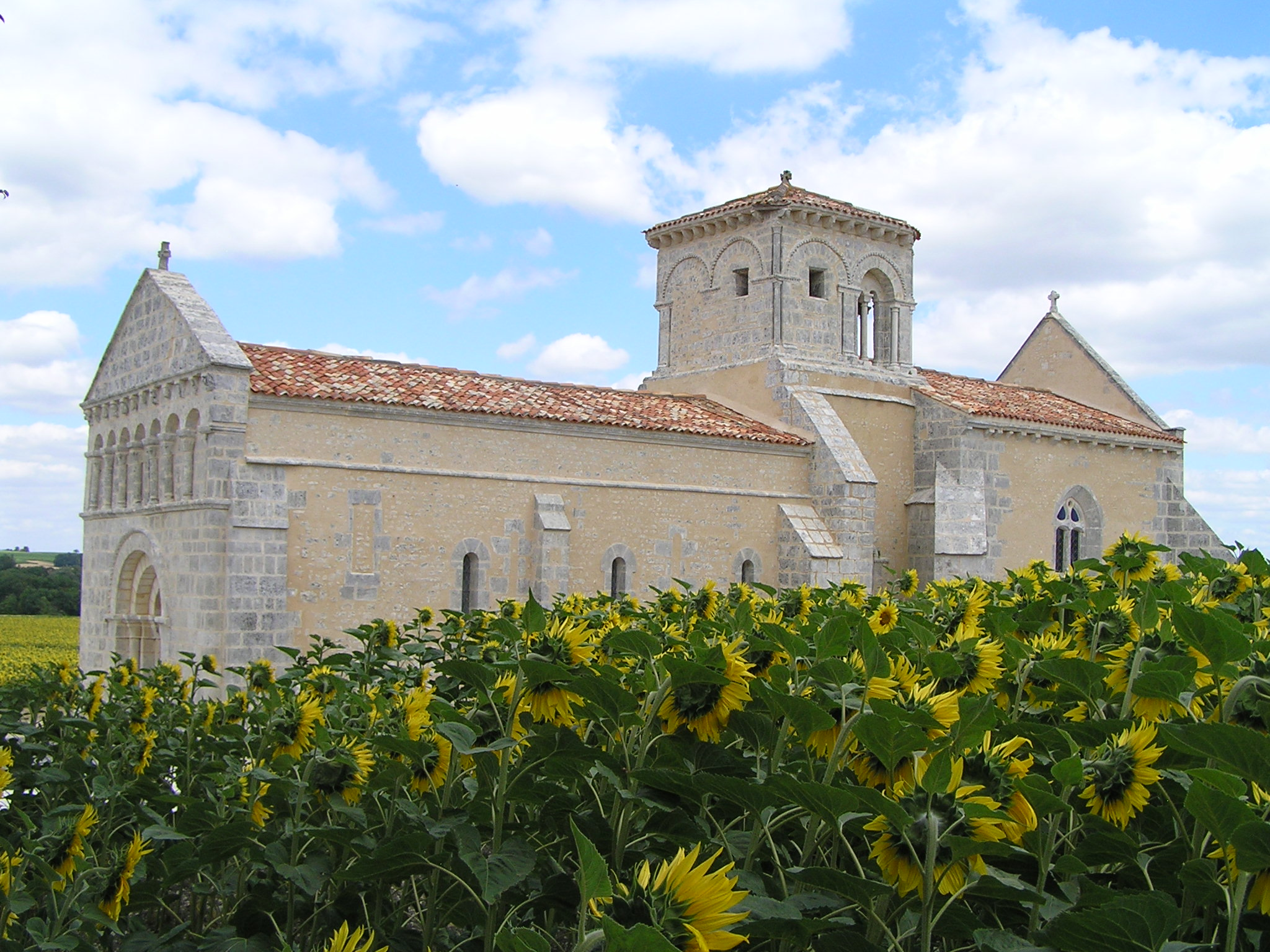
Церковь Сен-Пьер
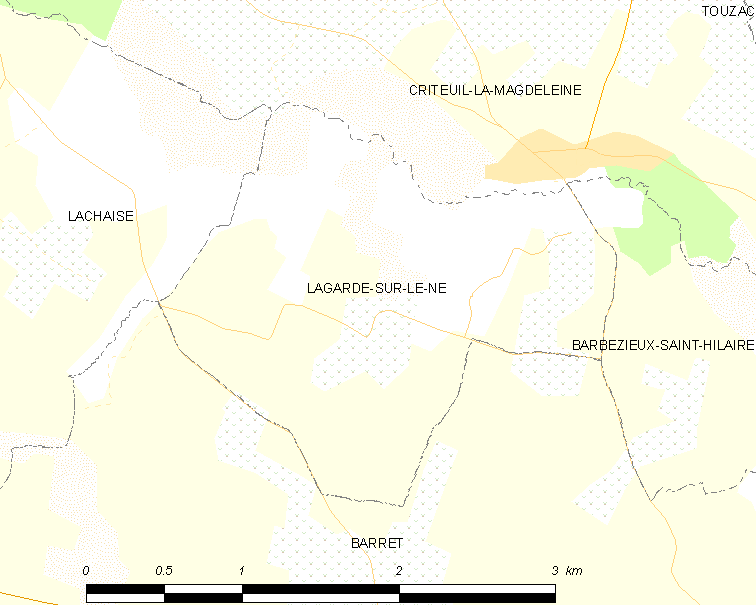
Карта коммуны